# Young Mrs. Winthrop (film 1915)
Young Mrs. Winthrop è un cortometraggio muto del 1915 diretto da Richard Ridgely. Prodotto dalla Edison, aveva come interpreti Margery Bonney Erskine, Robert Conness, Mabel Trunnelle, Harry Beaumont, Gladys Hulette, Sally Crute, Bigelow Cooper.
Il film è il primo adattamento cinematografico del lavoro teatrale di Bronson Howard che era stato messo in scena a Broadway al Madison Square Theatre il 9 ottobre 1882.
Nel 1920, ne venne fatto un remake: sempre con il titolo Young Mrs. Winthrop, questa versione fu diretta da Walter Edwards e interpretata da Ethel Clayton e Harrison Ford.

## Trama
In casa Winthrop l'armonia familiare soffriva per il troppo tempo che Douglas, il padrone di casa, dedicava agli affari mentre sua moglie si dimostrava più interessata alla vita di società che alla famiglia. Suo fratello Herbert aveva perso molto denaro in affari sbagliati. Con l'aiuto di Winthrop ripaga i debiti tranne uno, quello della signora Hepworth Dunbar, una donna che i Winthrop avevano ripetutamente snobbato a causa della sua reputazione e che adesso vuole vendicarsi. Tuttavia Douglas la incontra segretamente, dandole un assegno. Vuole tenere segreto quell'incontro alla moglie e anche il motivo, ma lei, venendone a conoscenza, per ripicca lascia il figlio malato a casa e se ne va a un ballo accompagnata da Euston Scott, l'avvocato di famiglia, che cerca di convincerla a tornare a casa. Durante la sua assenza il bambino muore. Cerca allora il marito dalla signora Dunbar che è felice di dirle che Douglas è stato lì, ma non le svela il motivo del loro appuntamento. Quando Douglas torna a casa, viene a sapere della morte del figlio. Si rende conto che entrambi si sono dimostrati dei pessimi genitori, cerca di confortare la moglie, ma lei lo respinge e allora decidono di separarsi. Scott, come loro avvocato, tenta la strada della riconciliazione, ma senza grande successo. Douglas decide di dividere con la moglie tutti i loro beni. Poi Scott fa una domanda che sarà la sua carta vincente: Come possiamo dividere questa piccola bara?. La famiglia si ricompone decidendo di mettere avanti a tutto la felicità della famiglia e lasciare in secondo piano i loro interessi sociali.

## Produzione
Il film, un cortometraggio in due bobine, fu prodotto dall'Edison Company.

## Distribuzione
Distribuito dalla General Film Company, uscì nelle sale cinematografiche degli Stati Uniti il 1º gennaio 1915.